# Verwaltungsgemeinschaft Wein-Weida-Land
In der Verwaltungsgemeinschaft Wein-Weida-Land waren im sachsen-anhaltischen Landkreis Merseburg-Querfurt die Gemeinden Barnstädt, Nemsdorf-Göhrendorf, Obhausen und Steigra zusammengeschlossen. Namensgebend war der Bach Weida. Am 15. Januar 2002 kam die Gemeinde Albersroda aus der Verwaltungsgemeinschaft Oberes Geiseltal dazu. Am 1. Januar 2005 wurde sie mit der Verwaltungsgemeinschaft Weitzschker Weidatal zur neuen Verwaltungsgemeinschaft Weida-Land zusammengeschlossen.